# Doa ampla
Doa ampla är en fjärilsart som beskrevs av Augustus Radcliffe Grote 1878. Doa ampla ingår i släktet Doa och familjen Doidae. Inga underarter finns listade i Catalogue of Life.